# Ana Teresa Barboza
Ana Teresa Barboza (Lima, Perú, 1981) es una artista textil peruana.
Barboza estudió en la Pontificia Universidad Católica del Perú (PCUP). y en Mod'Art París (Francia). Sus obras son "arte textil tridimensional que representa formas naturales como la vida vegetal y los paisajes". Es conocida por sus "obras de medios mixtos que requieren mucha mano de obra y que utilizan mosaicos, tejidos o bordados". Su trabajo de 2018, Torcer, está "hecho de tejido, lana y alpaca bordados en una impresión fotográfica digital". A veces combina su temática botánica con materiales teñidos con tintes naturales.
En el año 2022, Barboza participó junto a otras mujeres artistas en "La Iberoamericana de Toro. Mujeres & Artes Visuales. Siglo XXI." de  Toro, Zamora (España). Sus obras estuvieron expuestas en la Iglesia-Museo de la Concepción de esta localidad zamorana.

## Exposiciones
Exposición bipersonal Atlas de Anatomías Comparadas (Galería Vértice, 2007).

## Premio
Primer premio en el 9 Concurso de Artes Visuales de la Embajada de Francia Pasaporte para un Artista (2006).